# Petronell-Carnuntum
Petronell-Carnuntum osztrák mezőváros Alsó-Ausztria Bruck an der Leitha-i járásában. 2022 januárjában 1285 lakosa volt. 

## Elhelyezkedése

Petronell-Carnuntum a Bruck an der Leitha-i járásban

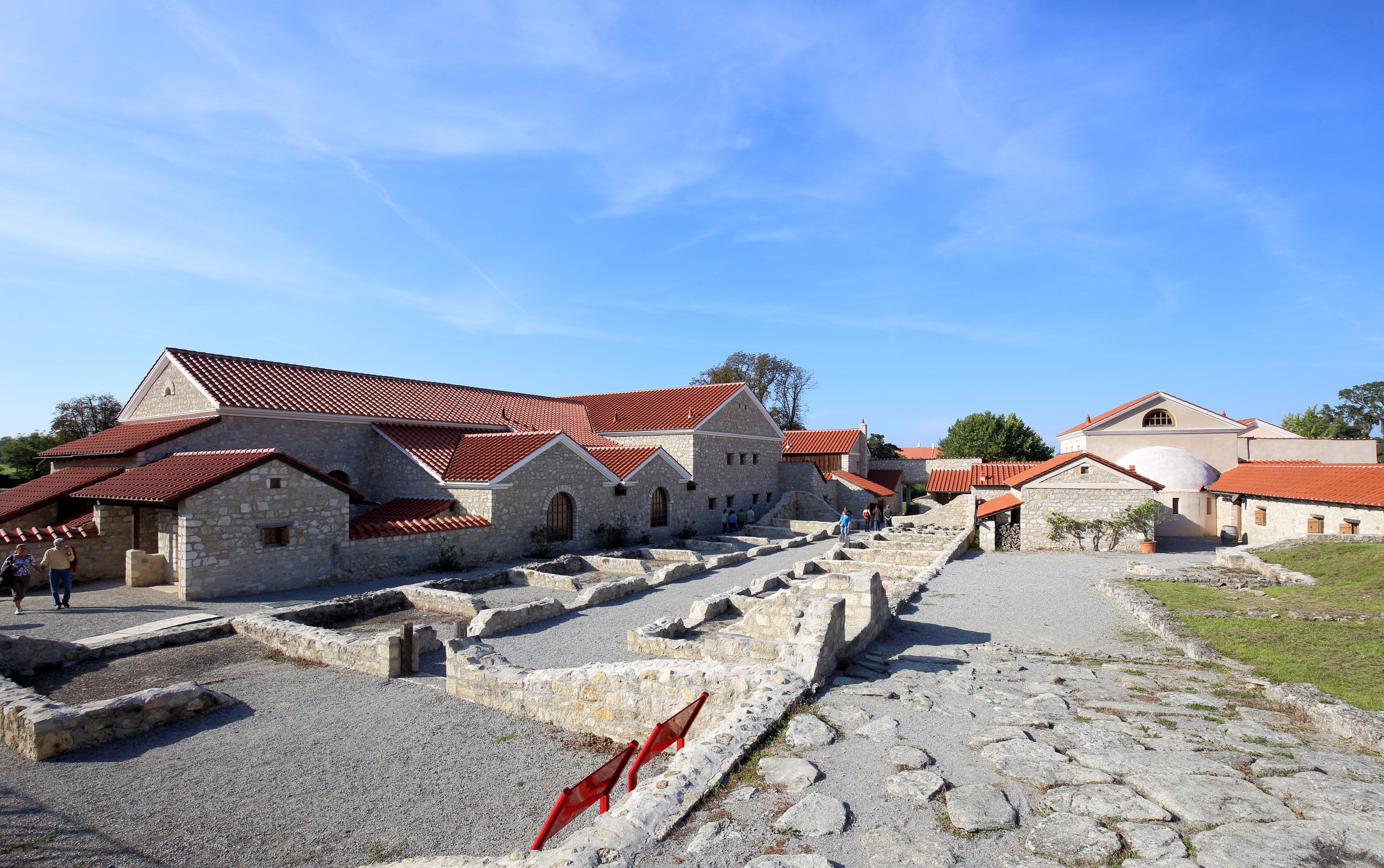
Carnuntum szabadtéri múzeuma

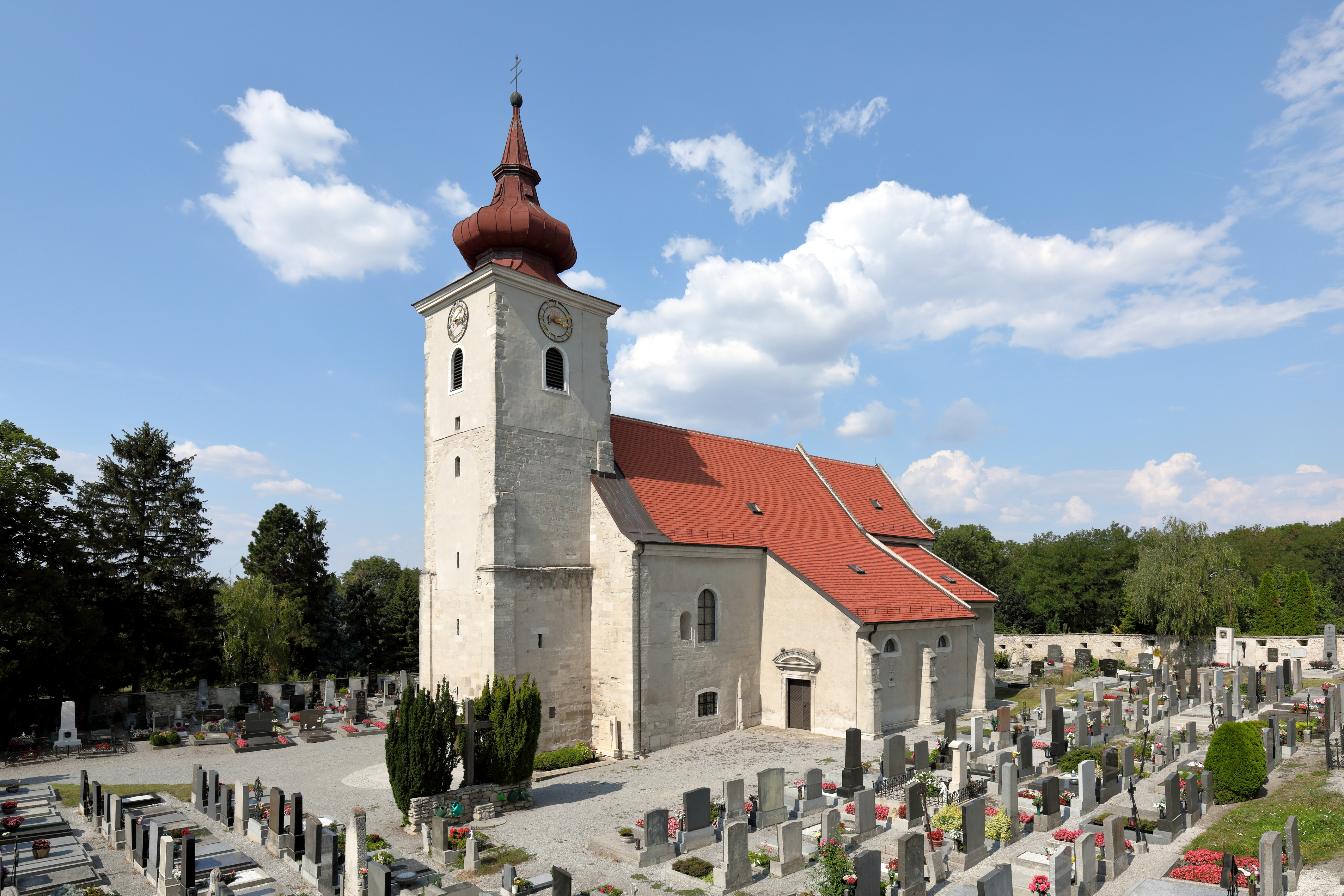
A Szt. Petronilla-plébániatemplom

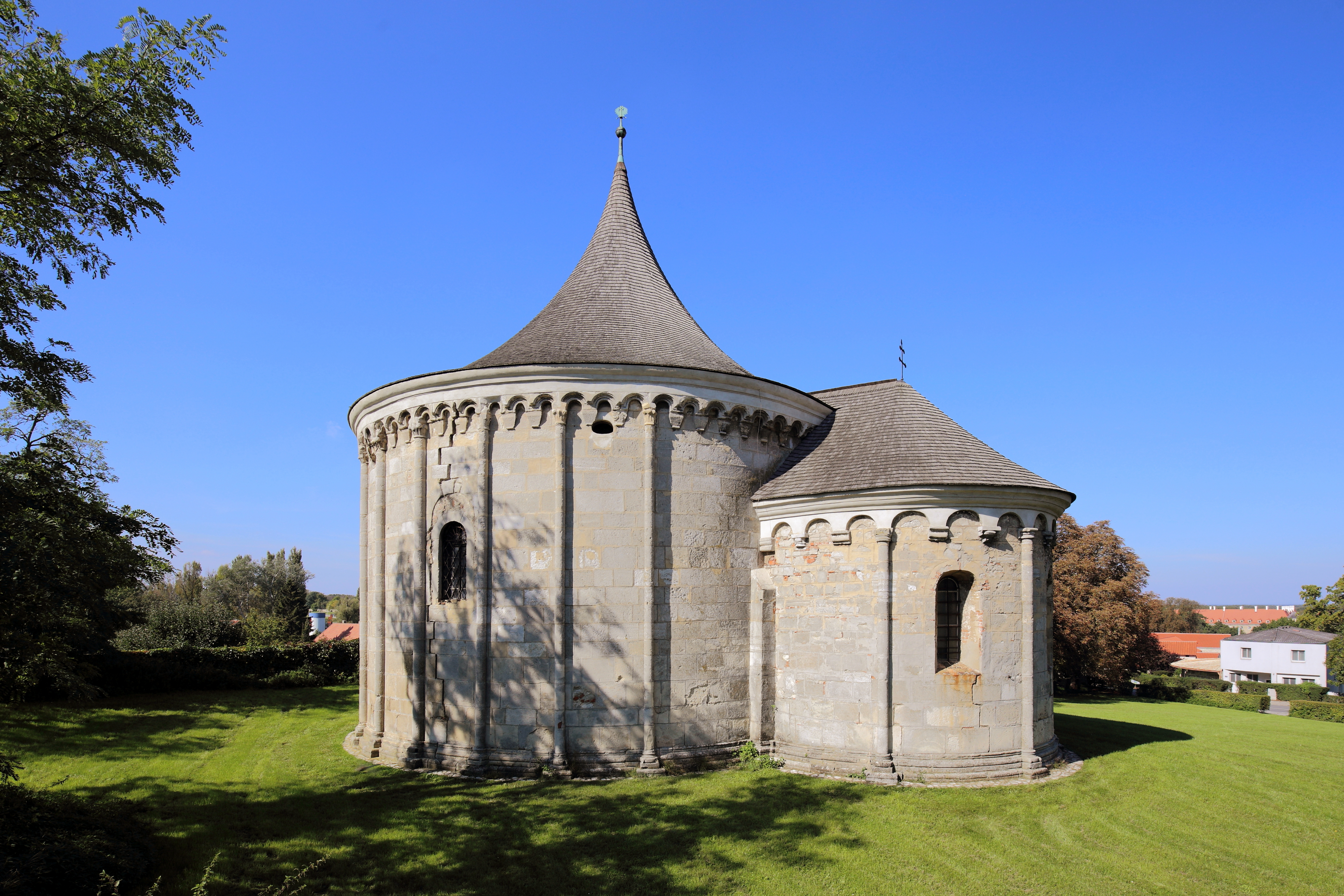
A Keresztelő Szt. János-körkápolna

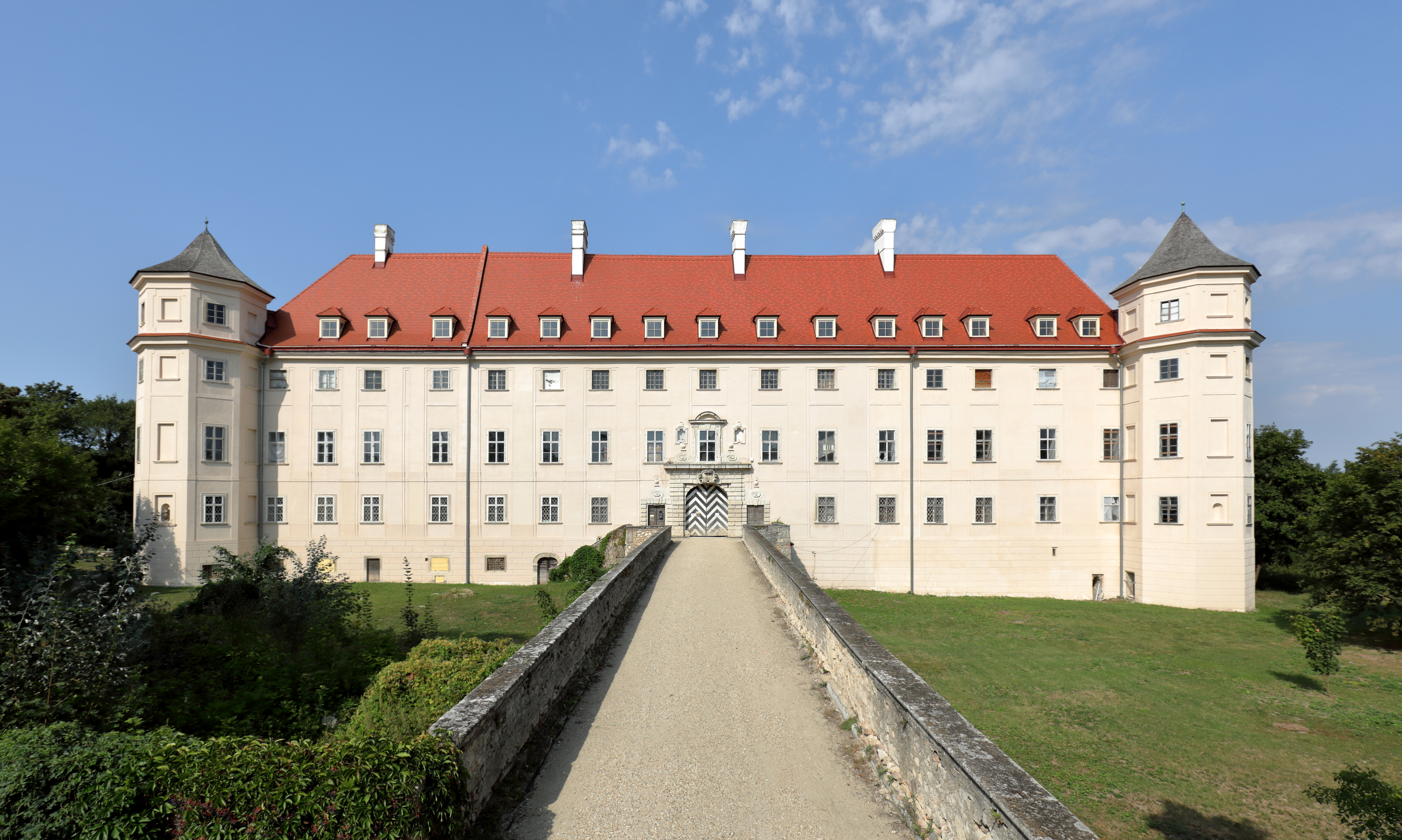
A petronelli kastély

Petronell-Carnuntum a tartomány Industrieviertel régiójában fekszik, a Bécsi-medencében, a Duna jobb partján. Területének 31,2%-a erdő, 48,7% áll mezőgazdasági művelés alatt. Az önkormányzathoz egyetlen település tartozik.
A környező önkormányzatok: északkeletre Hainburg an der Donau, keletre Bad Deutsch-Altenburg, délre Rohrau, délnyugatra Höflein, nyugatra Scharndorf, északnyugatra Eckartsau, északra Engelhartstetten.

## Története
A települést i. sz. 6-ban alapították, amikor Tiberius római császár erődöt építtetett a Duna partján, amelyet téli táborként használt. A légiós tábor a birodalom északi határát védte a barbárok betöréseitől. Carnuntum légiós tábora mellett idővel jelentős polgári város alakult ki, amelyet katonai és kereskedelmi jelentősége miatt a 2. század elején Pannonia Superior provincia székhelyévé léptettek elő. Lakossága egy időben az 50 ezer főt is elérte. A város és az erőd maradványai, rekonstruált házai ma a "Carnuntum római városa" szabadtéri múzeumban láthatók.  
A 4. században egy erős földrengés lerombolta a várost, amely ezután már nem tudta visszanyerni korábbi fényét. A barbárok egyre fokozódó támadásai, pusztítása miatt az 5. században végleg elhagyták a várost. A helyén a régészeti leletek tanúsága szerint továbbra is intenzív kereskedelmi tevékenység folyt. A Carnuntumot utoljára Nagy Károly idejében említik írásban. 
A 11. század második felében új település jött létre a Duna mentén, Petronell, amely 1142-ben mezővárosi jogokat kapott; ezzel egyike Ausztria legrégebbi mezővárosainak. Nevét Szt. Petronilla (Szt. Péter lánya) templomáról kapta, amelyet állítólag vagy Nagy Károly, vagy III. Henrik felesége, Poitoui Ágnes alapított. 
1142-ben Petronell birtokjoga a Vohburg grófokról Hugo von Liechtensteinre (a Liechtenstein-ház alapítójára) szállt. Unokája révén létrejött a család petronelli ága, amely a 12. század végéig létezett. 
1656-ben Ernst von Abensperg und Traun gróf szerezte meg a birtokot házassága által. A család ma is a birtokolja a körkápolnát és a barokk magtárat és ők az egyházközség patrónusai is. 
Az önkormányzat 1966-ban vette fel a Petronell-Carnuntum nevet. 

## Lakosság
A petronell-carnuntumi önkormányzat területén 2022 januárjában 1285 fő élt. A lakosságszám 1923 óta 1200-1300 körül mozog. 2020-ban az ittlakók 85,5%-a volt osztrák állampolgár; a külföldiek közül 1,4% a régi (2004 előtti), 8,4% az új EU-tagállamokból érkezett. 3,9% az egykori Jugoszlávia (Szlovénia és Horvátország nélkül) vagy Törökország, 0,8% egyéb országok polgára volt. 2001-ben a lakosok 83,1%-a római katolikusnak, 2,3% evangélikusnak,3% mohamedánnak, 9,5% pedig felekezeten kívülinek vallotta magát. Ugyanekkor két magyar élt a mezővárosban; a legnagyobb nemzetiségi csoportokat a németek (92%) mellett a törökök (1,6%) és a bosnyákok (1,4%) alkották.
A népesség változása:

| 2016 | 1 254 |
| 2018 | 1 245 |

## Látnivalók

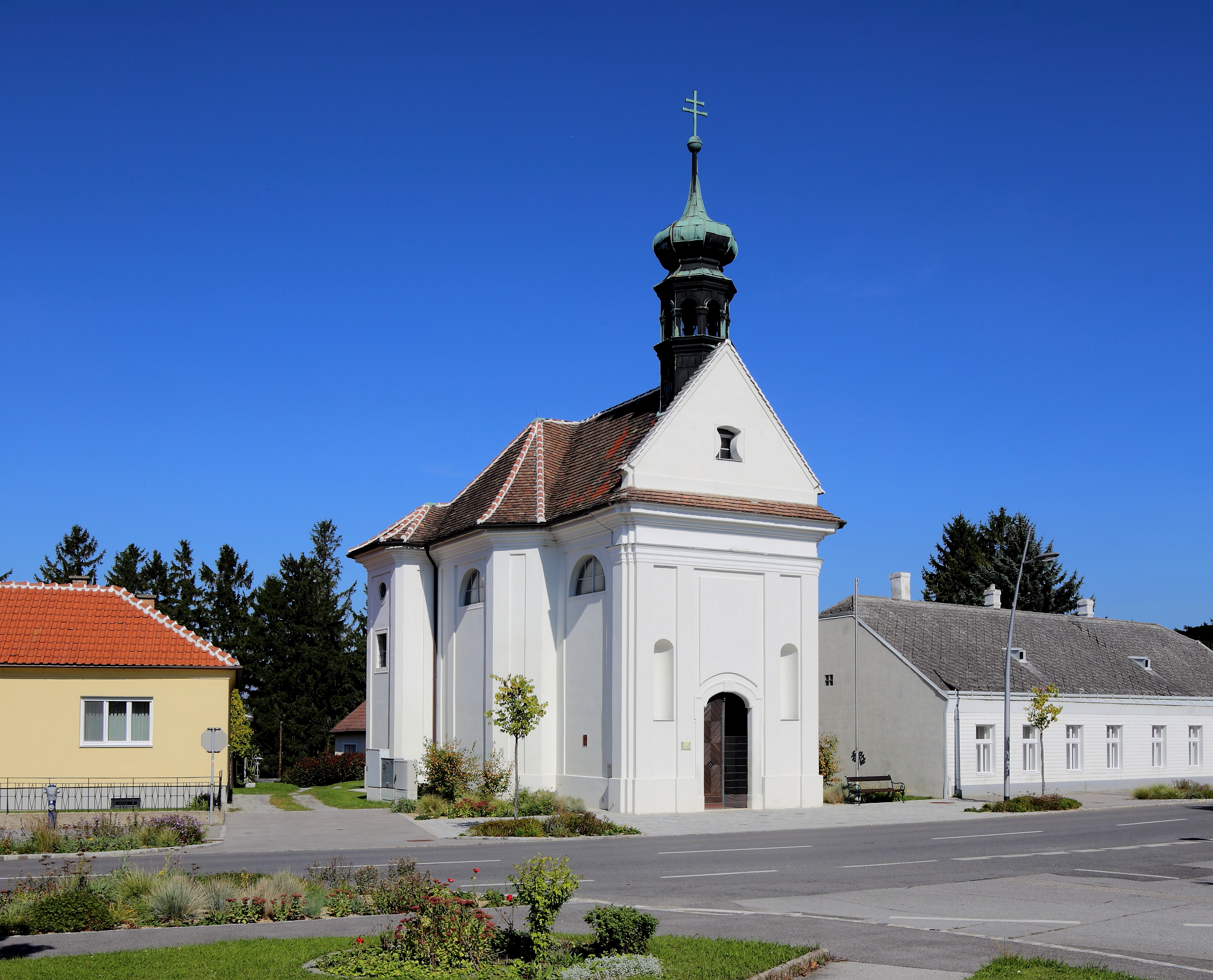
A Szt. Anna-kápolna

- a római Carnuntumot bemutató szabadtéri múzeum, amely az egykori város délnyugati részén található. Több házat (a fürdőt, egy városi villát, az olajkereskedő házát) teljes mértékben újjápítettek.
- a 13. században épült, román stílusú Szt. Petronilla-plébániatemplom. Mellékhajóját, az ún. Floriani-kápolnát a 15. század közepén építették. Főoltára 1717-ből származik.
- a Keresztelő Szt. János-körkápolna a 12. században épült, román stílusban. Bécs török ostromai során részlegesen lerombolták, a 18. század eleje óta az Abensperg und Traun família családi kriptája.
- a petronelli kastély (vagy Traun-kastély) a korábbi vár helyére épült 1660-1667 között, korai barokk stílusban.
- a Pogánykapu egy négyoszlopos diadalív maradványa, amely valószínűleg II. Constantius (351-361) uralkodása idején épült. Ma Petronell-Carnuntum jelképe.
- a polgárváros amfiteátruma a 2. század végén épült és 13 ezer néző befogadására volt képes.
- a főtéren található Szentháromság-oszlop I. Otto Ehrenreich von Abensperg and Traun 1688-as adománya.
- az Anna-kápolna 1744-ben épült
- a volt középkori keleti városkapu (a Magyar-kapu) maradványa oszlopok, rajtuk két, hivatalos köntösbe öltözött szoboralak, az ún. Mautmanderln.

## Fordítás
- Ez a szócikk részben vagy egészben  a   Petronell-Carnuntum című német Wikipédia-szócikk ezen változatának fordításán alapul.  Az eredeti cikk szerkesztőit annak laptörténete sorolja fel. Ez a jelzés csupán a megfogalmazás eredetét és a szerzői jogokat jelzi, nem szolgál a cikkben szereplő információk forrásmegjelöléseként.